# Mawashi

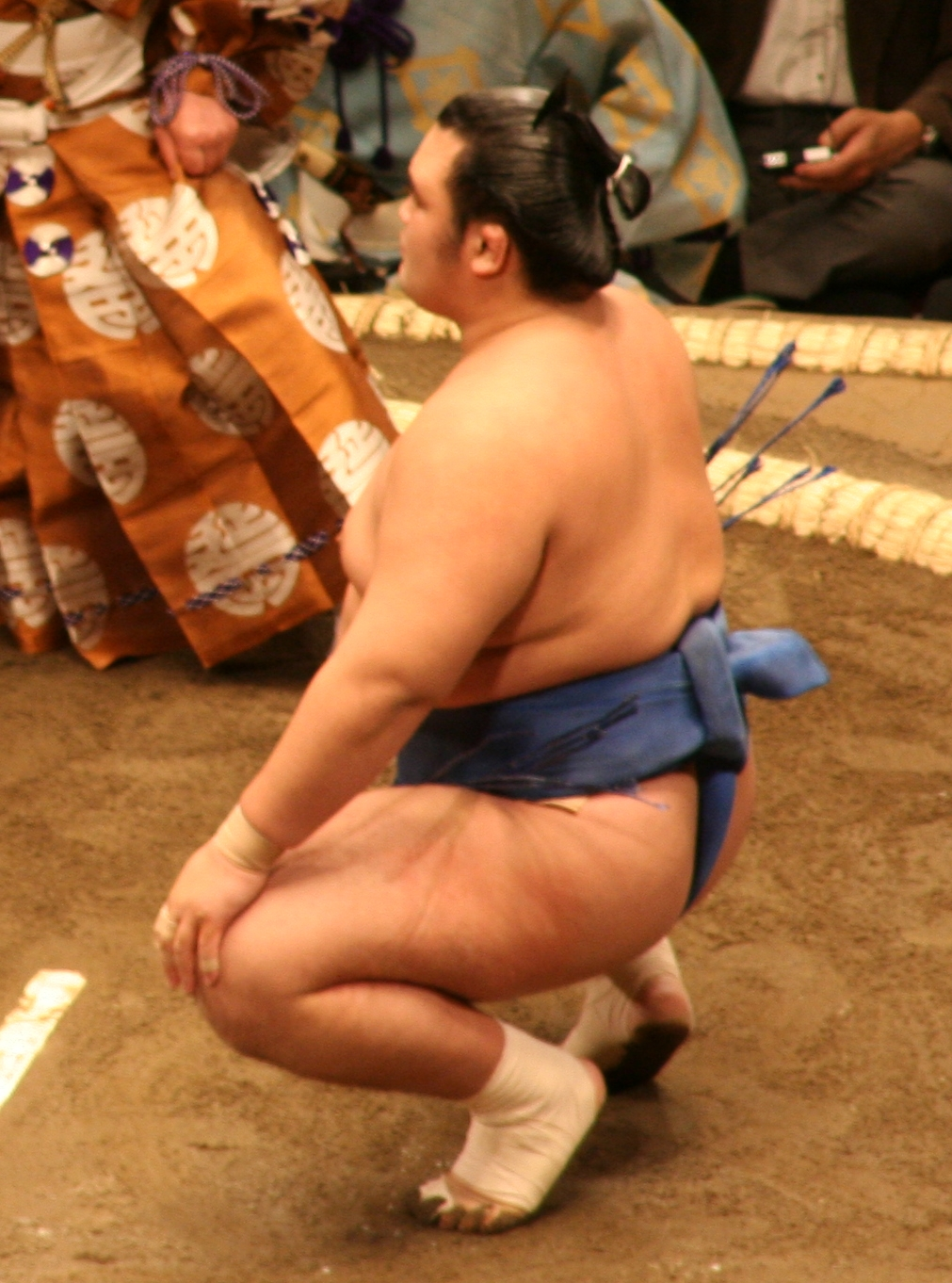
Kotoshogiku portant un mawashi blau de seda al maig de 2007.

El mawashi (廻し en japonès) és una cinta que vesteixen els rikishi (lluitadors de sumo). Està fet de seda i poden ser de colors variats. Desenrotllat mesura aproximadament 9 metres, prop de 60 cm d'ample i pesa aproximadament quatre quilos. El rikishi és embolicat en el mawashi amb diverses voltes al voltant de la seva cintura i és sostingut a l'esquena per un gran nus.
A vegades un rikishi pot utilitzar el seu mawashi de forma tal que obtingui avantatge sobre el seu adversari. Pot portar-ho sense estar molt ajustat per fer més difícil que l'agafin i evitar així ser llançat o pot també lligar-ho fortament i esquitxar-lo amb aigua per fer-lo relliscós. Si durant un combat el lluitador perd el seu mawashi queda automàticament desqualificat, aquest fet és extremadament rar, l'any 2000 va succeir quan feia 83 anys que no havia passat.
Molts rikishi són supersticiosos i canvien el color del seu mawashi per canviar la seva sort. De vegades una derrota pot fer-los canviar de color pel proper torneig en un intent de millorar la seva sort.